# Marcel Godivier
Marcel Georges Godivier (Versailles, 17 gennaio 1887 – Dreux, 9 febbraio 1963) è stato un ciclista su strada e pistard francese.
Professionista dal 1907 al 1922.

## Carriera
Si mise in luce al Tour de France 1911, ottenendo due successi parziali nelle tappe di Brest e all'arrivo di Parigi. In quel Tour fu anche piazzato in altre due tappe, secondo in quella di Belfort e terzo a Luchon. Tutti questi risultati gli permisero di arrivare al sesto posto nella classifica generale finale.
Ottenne ottimi risultati anche nelle corse in linea, con due podi in due classiche: terzo nel Giro di Lombardia del 1913 e secondo nella Parigi-Tours del 1917. Nel 1919 tornò a fare bene anche in una corsa a tappe, ottenendo due terzi posti nelle tappe di Roma e Pescara al Giro d'Italia. Nel finale di carriera si dedicò anche all'attività su pista ottenendo qualche risultato nei campionati nazionali e nelle sei giorni di Parigi e Londra.

## Palmarès
- 1909

Parigi-Chateauroux
- 1911

12ª tappa Tour de France (La Rochelle > Brest)
15ª tappa Tour de France (Le Havre > Paris)
Parigi-Le Mans
Parigi-Beaugency
- 1915

Le Mont Saint Michel-Paris
- 1918

1ª tappa Milano-Bologna-Roma

## Piazzamenti

### Grandi Giri
- Giro d'Italia

1919: 11º
- Tour de France

1907: ritirato (8ª tappa)
1908: 9º
1910: ritirato (14ª tappa)
1911: 6º
1912: ritirato (10ª tappa)
1913: ritirato (4ª tappa)
1914: 30º

### Classiche monumento
- Milano-Sanremo

1911: 8º
1919: 18º
- Parigi-Roubaix

1909: 6º
- Giro di Lombardia

1913: 3º